# 紅蛇精
紅蛇精，是台灣民間傳說中的蛇妖，棲息在水裡，有讓人發瘋的能力。

## 簡述
紅蛇精棲息在今嘉義縣鹿草鄉中寮地區的某個水塘中，平常會化身為一條兩尺（約六十公分）長、身圍約五寸（十六公分）的紅魚、腹部下方還有兩個明顯的鰭的紅魚，牠可以讓觸犯牠的人抓狂，如果牠躍出水面，則會引來狂風暴雨。

## 案例
過去在日治時期的1912年七月間，嘉義鹿草當地當地有一位漁夫在連天下雨使得水塘的水面上升時去該處撒網捕魚，結果捕到了紅蛇精化身成的紅魚，他因為紅魚奇特的外觀而相當驚訝，卻在玩弄間不小心被紅魚跳回了水中，而在回到家，他卻突然發瘋，不僅一直喃喃自語著沒人能聽懂的話，還一直想要前往那個水塘的堀底，不管是醫生還是道士都治不好他，最後藉由乩童得知了紅蛇精的事情，讓他的家人和附近的村民都很害怕，最後他們決定齋戒三天，並前往附近的城隍廟請求神明降妖。到了降妖當天，神轎被扛到水塘前時便不停震動，並且瞬間沉浸裡面，過了好一會兒才又重新出現，並且帶著一個無法分辨來自什麼動物、讓面還有紅筋殘留的骨頭，那個骨頭隨即被丟進油鍋裡煮，漁夫才終於恢復神智。